# انورا آپزیلا
انورا آپزیلا (به لاتین: Anwara) یک منطقهٔ مسکونی در بنگلادش است که در ناحیه چیتاگونگ واقع شده‌است. انورا آپزیلا ۱۶۴٫۱۳ کیلومتر مربع مساحت و ۲۱۹٬۴۴۶ نفر جمعیت دارد.